# U-Bahnhof Mülheim Stadtmitte
Der U-Bahnhof Mülheim Stadtmitte ist ein U-Bahnhof in Mülheim (Ruhr). Er wird von der Stadtbahn Duisburg sowie der Straßenbahn Mülheim an der Ruhr betrieben. Er liegt im Verlauf der Stadtbahnteilstrecke Schloß Broich–Mülheim Hbf.

## Geschichte
Die Haltestelle Mülheim Stadtmitte wurde über die Jahrzehnte hinweg zur Zentralhaltestelle aller in Mülheim verkehrenden Straßenbahnlinien, seit den 1990ern auch für die sich dort treffenden NachtExpress-Linien. Als Alternative zum Individualverkehr sollte auch in Mülheim ein Netz schneller vom Straßenverkehr getrennter Stadtbahnlinien entstehen. Mit dem Ausbau der Stadtbahn wurde auch ein Teil des Straßenbahnnetzes in den Stadtbahnverkehr eingebunden. Dies bedeutet, dass Teilstrecken der Linien 102 und 901 seit den späten 1990ern unterirdisch geführt werden. Die Linie 102, die zuvor noch umständlich über die Friedrich-Ebert-Straße und die Bahnstraße geführt wurde, erreicht seitdem zügig den Hauptbahnhof. Die ehemalige Tunnelrampe Bahnstraße wurde nach Inbetriebnahme des neuen Tunnelabschnitts stillgelegt und abgerissen. Die Linie 901, die bisher an der Haltestelle Stadtmitte endete, wurde bis zum Hauptbahnhof verlängert.
Ursprünglich sollte der U-Bahnhof Stadtmitte in die Stadtbahn Rhein-Ruhr einbezogen und von einer durchgehenden Linie Essen–Duisburg bedient werden. Weil beim Bau der Tunnelstrecke schon feststand, dass die Tunnelstrecke westlich vom Bahnhof Mülheim Hbf vorläufig von Straßenbahnzügen befahren werden sollte, wurden nur die Bahnsteigenden auf der Seite Mülheim Hbf in der geplanten Höhe ausgeführt. Der Bau von durchgehend hohen Bahnsteigen wäre ohne tiefe Eingriffe in die Substanz möglich, jedoch ist aufgrund der Finanzverhältnisse und des fehlenden Willens auf Seiten der politisch Verantwortlichen noch auf längere Zeit unwahrscheinlich.

## Lage
Der Bahnhof liegt, wie der Name es beschreibt, in der Stadtmitte von Mülheim, unmittelbar an der Ruhr. Durch die zentrale Lage an der Friedrich-Ebert-Straße und der Leineweberstraße erreicht man viele Geschäfte des Einzelhandels sowie städtische Einrichtungen wie die Stadtverwaltung oder das in südlicher Richtung gelegene Standesamt.

## Aufbau
Das Stationsbauwerk ist ein im Schildvortrieb aufgefahrenes Zweiröhrenbauwerk. Die in gegenüber den Streckentunneln vergrößerten Stationstunnelröhren liegenden Bahnsteige sind nur durch die an den Enden liegenden Zugangsbauwerke verbunden, einen zentrale dritte Bahnsteigtunnelröhre als Verteilerbereich gibt es nicht. Die Mülheimer Tunnelstrecke wird entgegen der ursprünglichen Planungen, die einen Ausbau nach U-Bahn-Normen vorsahen, von regel- und meterspurigen Straßenbahnzügen befahren. Die Zugänge führen auf das ursprünglich vorgesehene Bahnsteigniveau. Dazwischen wurde in beiden Röhren je ein an die Einstiegsverhältnisse der Straßenbahnwagen angepasster niedriger Bahnsteig angelegt, der über Rampen und Treppen erreichbar ist. Während die Meterspurwagen der Ruhrbahn eine Wagenbreite von 2,30 m aufweisen, sind die Duisburger Regelspurwagen mit nur 2,20 m etwas schmaler. Deshalb besteht der Oberbau auf der gesamten Tunnelstrecke aus asymmetrischen Vierschienengleisen, die Meterspurschienen sind aus der Regelspurgleisachse einige Zentimeter von der Bahnsteigkante wegverschoben.

## Anbindung
Es besteht Umsteigemöglichkeit zu allen in Mülheim verkehrenden Straßenbahnlinien sowie zu verschiedenen Buslinien, die teilweise gemeinsam von der Ruhrbahn, der Rheinbahn Düsseldorf und der Stadtwerke Oberhausen betrieben werden.
Im U-Bahnhof verkehren folgende Linien:
| Linie | Linienverlauf | Takt (Mo–Fr)                              |
| ----- | --- | ----------------------------------------- |
| 102   | Oberdümpten – Dümpten – Aktienstraße – Mülheim Hbf – Stadtmitte – Schloß Broich – Broich – Uhlenhorst | 15 min (10 min an Schultagen von 7-9 Uhr) |
| 901   | DU-Obermarxloh – Marxloh Pollmann – Bruckhausen – Beeck – Laar – Scholtenhofstraße1 – Ruhrort Bf – Ruhrort Friedrichsplatz – Kaßlerfeld – Rathaus – König-Heinrich-Platz – Duisburg Hbf – Zoo/Uni2 – Mülheim-Raffelberg – Speldorf – Schloß Broich – MH-Stadtmitte – Mülheim Hbf Zur HVZ mit zusätzlicher Fahrt zwischen 1 und 2 jeweils 5 Minuten abweichend auf den Regeltakt | 15 min                                    |

An der direkt darüber oberirdisch gelegenen Haltestelle verkehren folgende Linien:
| Linie | Linienverlauf | Takt (Mo–Fr)                |
| ----- | --- | --------------------------- |
| 104   | (Essen Abzweig Aktienstraße) – Winkhausen – Aktienstraße – Friedrich-Ebert-Straße – Mülheim Stadtmitte – Evangelisches Krankenhaus | 15 (15) min                 |
| 112   | OB-Sterkrade, Neumarkt – OB-Sterkrade Bf – OLGA-Park – Neue Mitte Oberhausen – Oberhausen Hbf – Landwehr – Mülheim-Styrum – Mülheim-West – Friedrich-Ebert-Straße – Mülheim Stadtmitte – Mülheim Kaiserplatz – Oppspring – Hauptfriedhof Linie verkehrt zwischen Sterkrade und Oberhausen Hauptbahnhof über die ÖPNV-Trasse Oberhausen. | 20 min                      |
| 125   | Oberhausen-Wehrstraße – Dümpten – Sellerbeckstraße – Eppinghofen – Mülheim Hbf – Mülheim Stadtmitte – Schloß Broich – Broich – Speldorf (– Peterstraße) – Südhafen – Ruhrorter Straße | 15 (30) min                 |
| 130   | Oberhausen, City Forum – Oberhausen Hbf – Oberhausen-Styrum – Mülheim-Styrum – Schloss Styrum – Mülheim Hbf – Mülheim Stadtmitte – Wasserstraße – Max-Planck-Institute – Oppspring – Mülheim Hauptfriedhof – Raadt – Flughafen Essen/Mülheim – Essen-Haarzopf Erbach – Fulerum Gemeindezentrum – Rhein-Ruhr-Zentrum | 20 min                      |
| 131   | Gustav-Heinemann-Schule / Boverstr. – Mülheim-Winkhausen – Mülheim Hbf – Mülheim Stadtmitte – Schloß Broich – Broich – Saarn Lindenhof – Mülheim-Selbeck – Ratingen-Breitscheid Flurstraße | 30 min                      |
| 135   | (Nordhafen – HafenCenter) – Mülheim Hbf – Mülheim Stadtmitte – Schloß Broich – Saarn – Saarner Kuppe | 15/7,5 von 6-9 Uhr (15) min |
| 151   | Rhein-Ruhr-Zentrum – Heißen Kirche – Rumbachtal – Mülheim Hbf – Mülheim Stadtmitte – Kahlenberg (Fuß des Berges am Ruhrufer) – Mülheim-Menden – Kettwig-Ickten – Schwimmbad Kettwig → Kettwig, Ringstraße → Kettwiger Markt | 60 min                      |
| 752   | Mülheim Hbf – MH-Stadtmitte – Schloß Broich – MH-Saarn, Friedrich-Freye-Straße;– MH-Selbeck, Stooter Straße – Ratingen-Breitscheid, Krummenweg – Lintorf, Friedhof – Am Kämpchen – Rehhecke – Lintorf, Rathaus – Tiefenbroicher Straße – ( Ratingen-Tiefenbroich, Annastraße – Ratingen, Kaiserswerther Straße – Ratingen-West, Dieselstraße – Eckampstraße – Düsseldorf, Neu-Lichtenbroich – ) Mörsenbroich, Heinrichstraße – D-Derendorf – Pempelfort, Münsterstraße/Feuerwache – Stadtmitte, Jacobistraße (Pempelforter Straße , 200 m) – Oststraße – Düsseldorf Hbf |                             |
| NE1   | MH-Stadtmitte → Dieter-aus-dem-Siepen-Platz → Dümpten → Eppinghofen → Winkhausen → Heißen Kirche → Mühlenfeld → Christianstraße → Gracht → Dieter-aus-dem-Siepen-Platz → Mülheim Hbf Nordeingang → MH-Stadtmitte Gegenrichtung zur Linie NE3 | 60 min                      |
| NE3   | MH-Stadtmitte → Dieter-aus-dem-Siepen-Platz → Mülheim Hbf Nordeingang → Christianstraße → Mühlenfeld → Heißen Kirche → Winkhausen → Dümpten → Eppinghofen → Dieter-aus-dem-Siepen-Platz → MH-Stadtmitte Gegenrichtung zur Linie NE1 | 60 min                      |
| NE4   | Mülheim Stadtmitte → Mülheim Kaiserplatz – Holthausen – Wasserstraße – MH-Müller Menden – Holthausen – Mülheim Hauptfriedhof – Raadt – Flughafen Essen/Mülheim | 60 min                      |
| NE5   | Mülheim Stadtmitte – Mülheim Kaiserplatz − Holthausen – Rumbachtal – Heißen Kirche – Rhein-Ruhr-Zentrum | 60 min                      |
| NE9   | Duisburg Hbf Osteingang – Zoo/Uni – Mülheim-Raffelberg – Speldorf – Schloß Broich – MH-Stadtmitte – Dieter-aus-dem-Siepen-Platz – Aktienstraße – Winkhausen – Essen Abzweig Aktienstraße | 60 min                      |
| NE10  | OB-Sterkrade Bf – Schloss Oberhausen – Neue Mitte Oberhausen – Knappenmarkt – Oberhausen-Wehrstraße – Mülheim-Dümpten – Mülheim Hbf Nordeingang(←)/Dieter-aus-dem-Siepen-Platz(→) – Mülheim Stadtmitte – Schloß Broich – Broich – Saarn Alte Straße → Saarner Kuppe – Oemberg ← Saarn Lindenhof | 60 min                      |
| NE12  | OB-Sterkrade Bf – OLGA-Park – Neue Mitte Oberhausen – Oberhausen Hbf – Landwehr – Mülheim-Styrum – Mülheim-West → Eppinghofen → Dieter-aus-dem-Siepen-Platz → Mülheim Kaiserplatz – Friedrich-Ebert-Straße ← MH-Stadtmitte Linie verkehrt zwischen Sterkrade und Oberhausen Hauptbahnhof über die ÖPNV-Trasse Oberhausen. | 60 min                      |